# Pensar
För andra betydelser, se Pensar (olika betydelser).
Pensar är en ö i Finland. Den ligger i Skärgårdshavet i kommundelen Nagu i Pargas stad stad i landskapet Egentliga Finland, i den sydvästra delen av landet. Ön ligger omkring 13 kilometer öster om Nagu kyrka, 35 kilometer söder om Åbo och omkring 160 kilometer väster om Helsingfors. Förbindelsebåten M/S Nordep trafikerar Pensar.
Skärgårdens frikårs monument avtäcktes på Pensar den 14 augusti 1938. Åbolands skyddskårister, lottor och soldatgossar hade sin verksamhet på det här belägna lägerområdet.

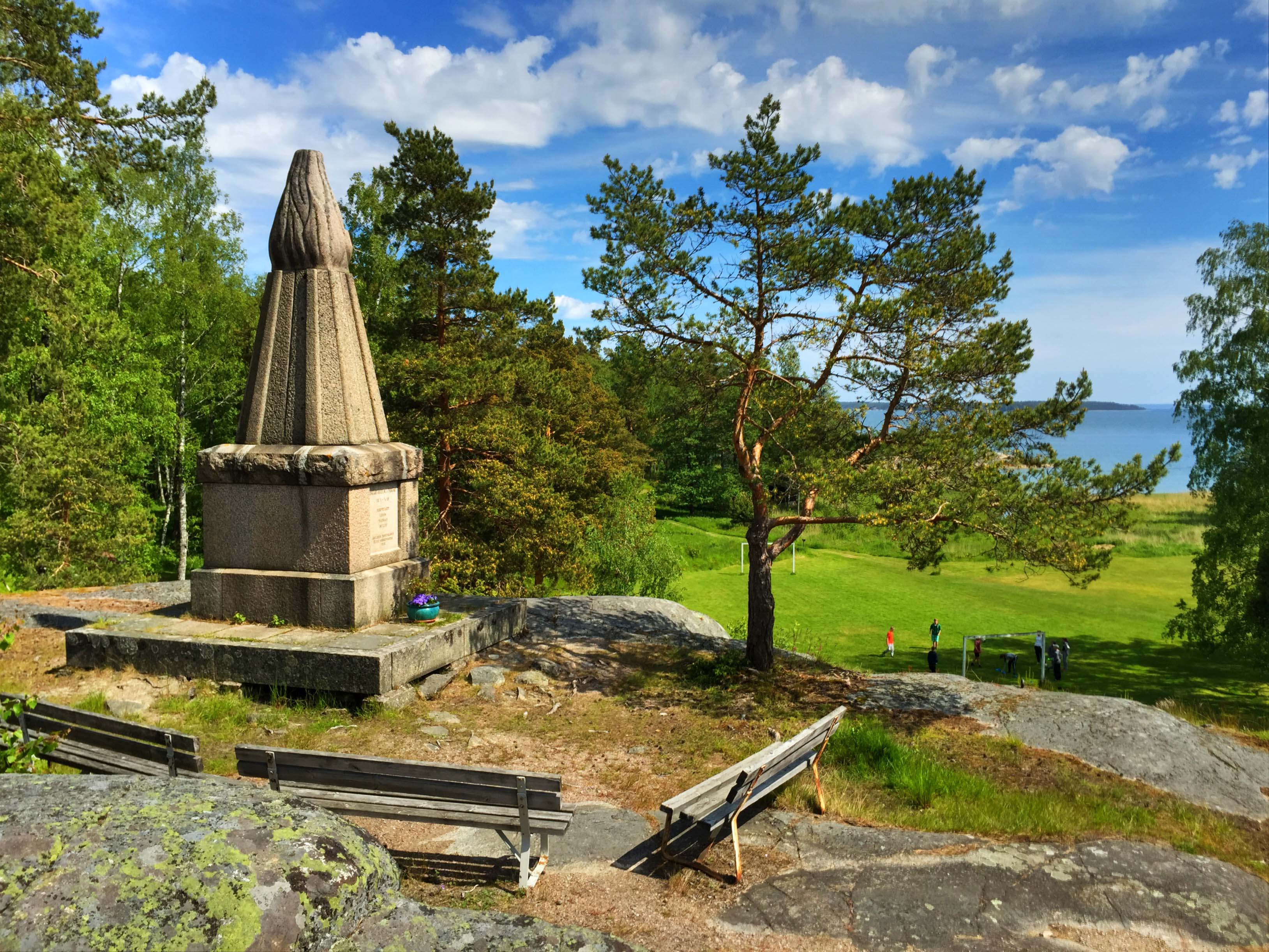
Skyddskåren: Enda minnesmärket som aldrig togs ned efter Moskvafreden 1944

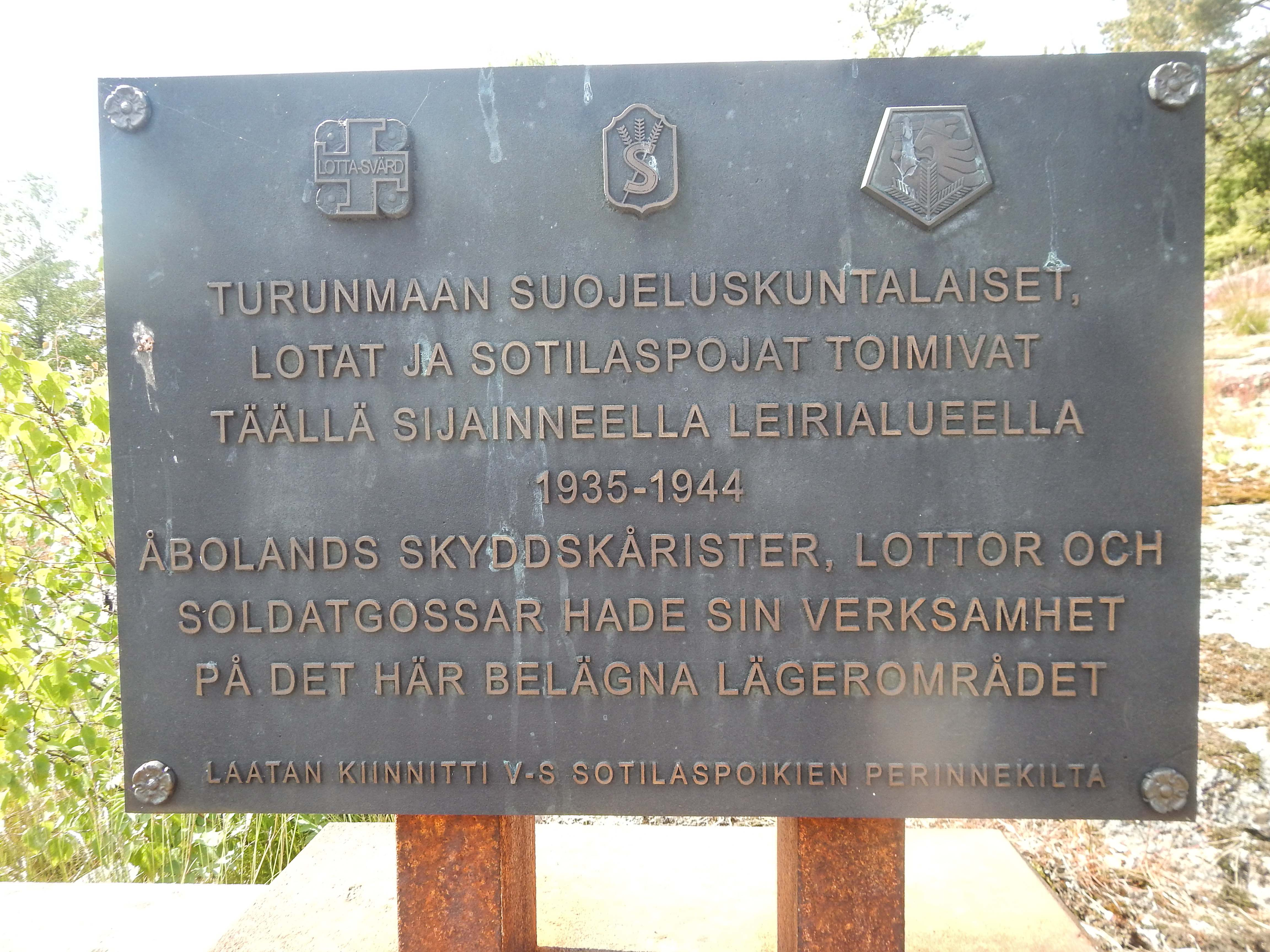
Skyddskåren: skylt till minnet av aktiviteten på Pensar 1935-44

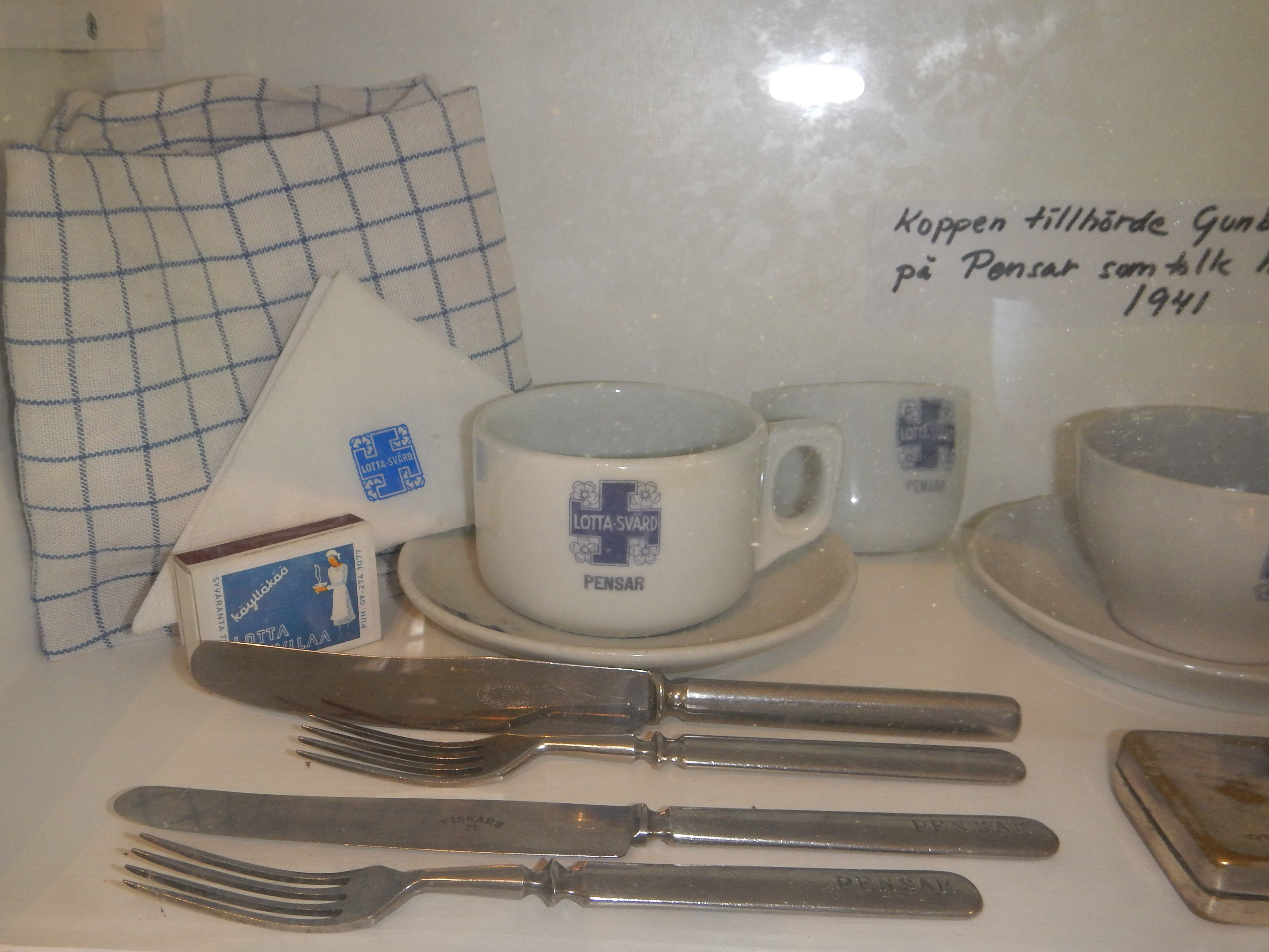
Lotta Svärd-kaffekopp märkt Pensar

Öns area är 3,08 kvadratkilometer och dess största längd är 2,7 kilometer i nord-sydlig riktning. Ön höjer sig omkring 40 meter över havsytan.